# 金圭泰
金圭泰或譯金奎兌（韓語：김규태），韓國電視劇導演。

## 作品

### 電視劇
- 2003年：KBS《黃色手帕》
- 2005年：KBS《這該死的愛情》
- 2008年：KBS《他們的世界》
- 2009年：KBS《IRIS》
- 2011年：JTBC《噗通噗通… 他和她的心跳聲》
- 2013年：SBS《那年冬天風在吹》
- 2014年：DRAMA Cube《Secret Love》
- 2014年：SBS《沒關係，是愛情啊》
- 2016年：SBS《月之戀人—步步驚心：麗》
- 2018年：tvN《Live》
- 2022年：tvN《我們的藍調》
- 2024年：Netflix 《一箱情緣》

### 製作作品
- 2016年：tvN《Dear My Friends》

## 獲獎
- 2013年：第49屆百想藝術大賞－TV部門 導演賞《那年冬天風在吹》

## 外部連結
- NAVER搜索 （页面存档备份，存于）